# Dusona affinis
Dusona affinis är en stekelart som först beskrevs av Carl Gustav Alexander Brischke 1880.  Dusona affinis ingår i släktet Dusona och familjen brokparasitsteklar. Inga underarter finns listade i Catalogue of Life.